# Porte de Tournai
La porte de Tournai ou porte de Fives, est une ancienne porte de ville de l'enceinte de Lille édifiée par Vauban en 1673 démolie en 1924 lors du démantèlement des fortifications de Lille. À son emplacement ou à proximité, de grands immeubles administratifs ont été construits à partir des années 1950, Cité administrative, Trésorerie, Hôtel du département.

## Histoire

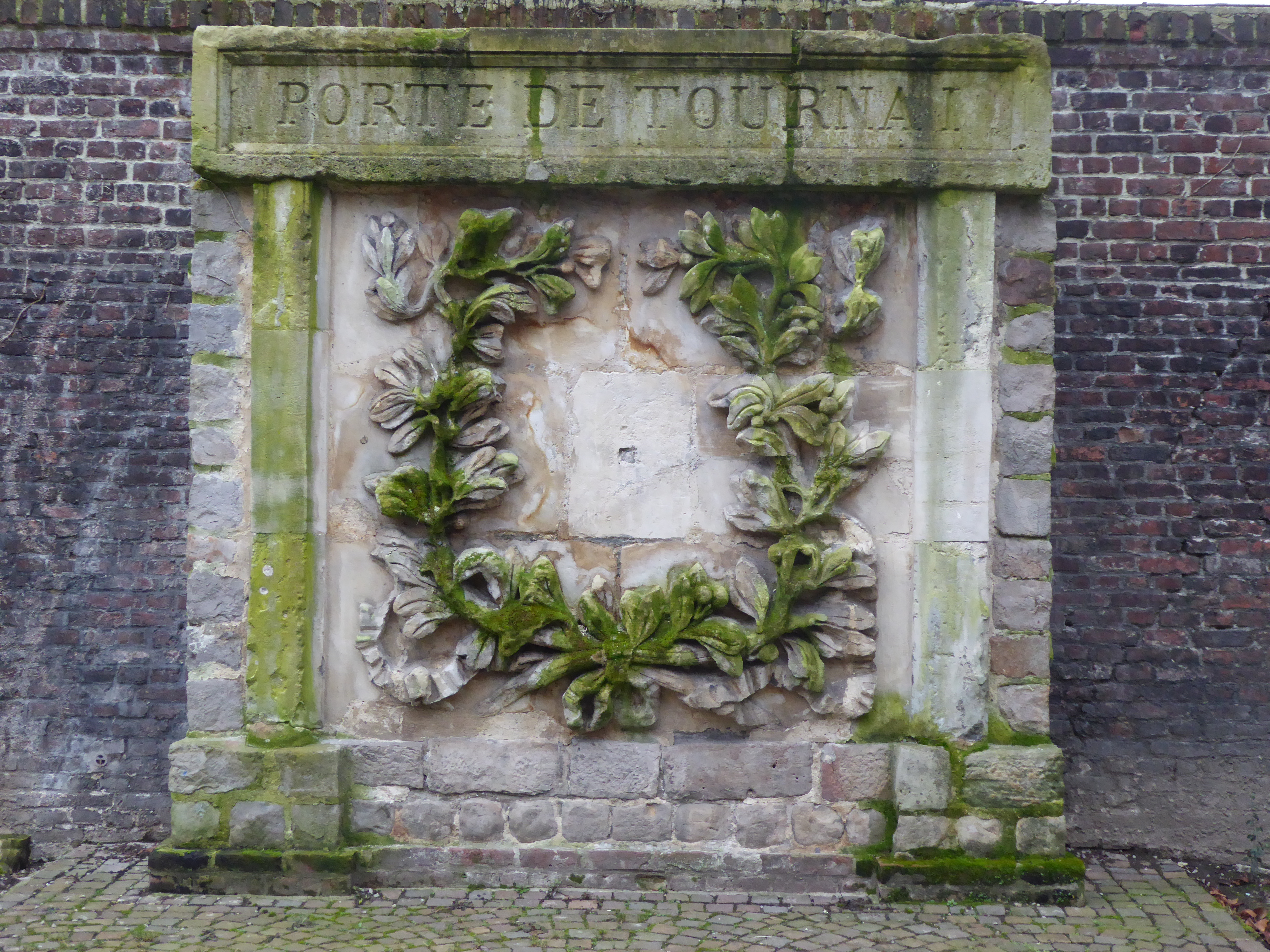
Vestige de la porte de Tournai dans le square du Réduit

La porte de Tournai se situe sur la partie la plus stable de l’enceinte de Lille entre la sortie actuelle des voies de la gare de Lille-Flandres et la Noble Tour.
Cette section du rempart date probablement du XIIIe siècle, l’existence de la porte de Fives à proximité étant attestée en 1301,.
L’enceinte fut démolie en 1924 à la suite du déclassement des fortifications de Lille en 1919.
Le mur intérieur du rempart subsista le long du jardin derrière l’église Saint-Sauveur jusqu’au percement de la rue Charles Debierre dans les années 1950. Il en reste un vestige derrière la Noble Tour.
Cette longévité de plus de 6 siècles d'une enceinte fortifiée au même emplacement est exceptionnelle, peut-être unique pour une grande ville.
Cette partie des remparts comprenait la porte de Fives située à l’extrémité de la rue de Fives (actuelle rue Gustave-Delory) par laquelle les troupes de Louis XIV entrèrent le 27 août 1667 après un siège de deux semaines,.
Vauban mura cette porte où fut établi un dépôt de poudre et la remplaça par la porte de Tournai à l’extrémité de la rue de l’Abbette (rue de Tournai depuis 1794).
La porte de Tournai qui subsista après l’agrandissement de 1858 fut démolie en 1924. Un élément de l'ancienne porte est placé dans le square du Réduit.
La porte de Fives qui était restée englobée dans les fortifications fut également détruite en 1925.
Après le démantèlement de l’enceinte, les terrains devant l’ancienne porte restèrent, jusque vers 1950, un espace vide en lisière du quartier Saint-Sauveur avant sa rénovation.

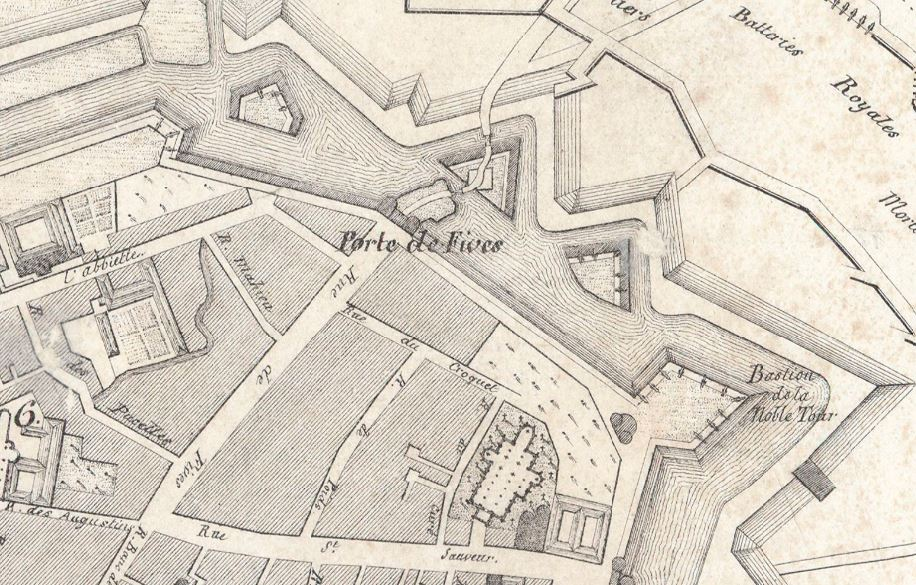
porte de Fives sur plan de 1667 avant la création de la porte de Tournai par Vauban
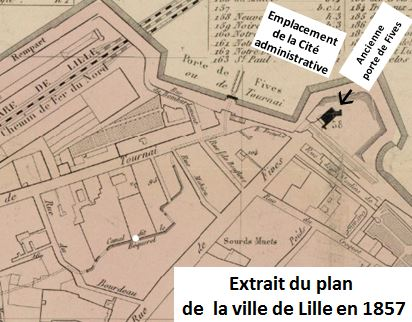
Portes de Fives et de Tournai sur plan de 1857
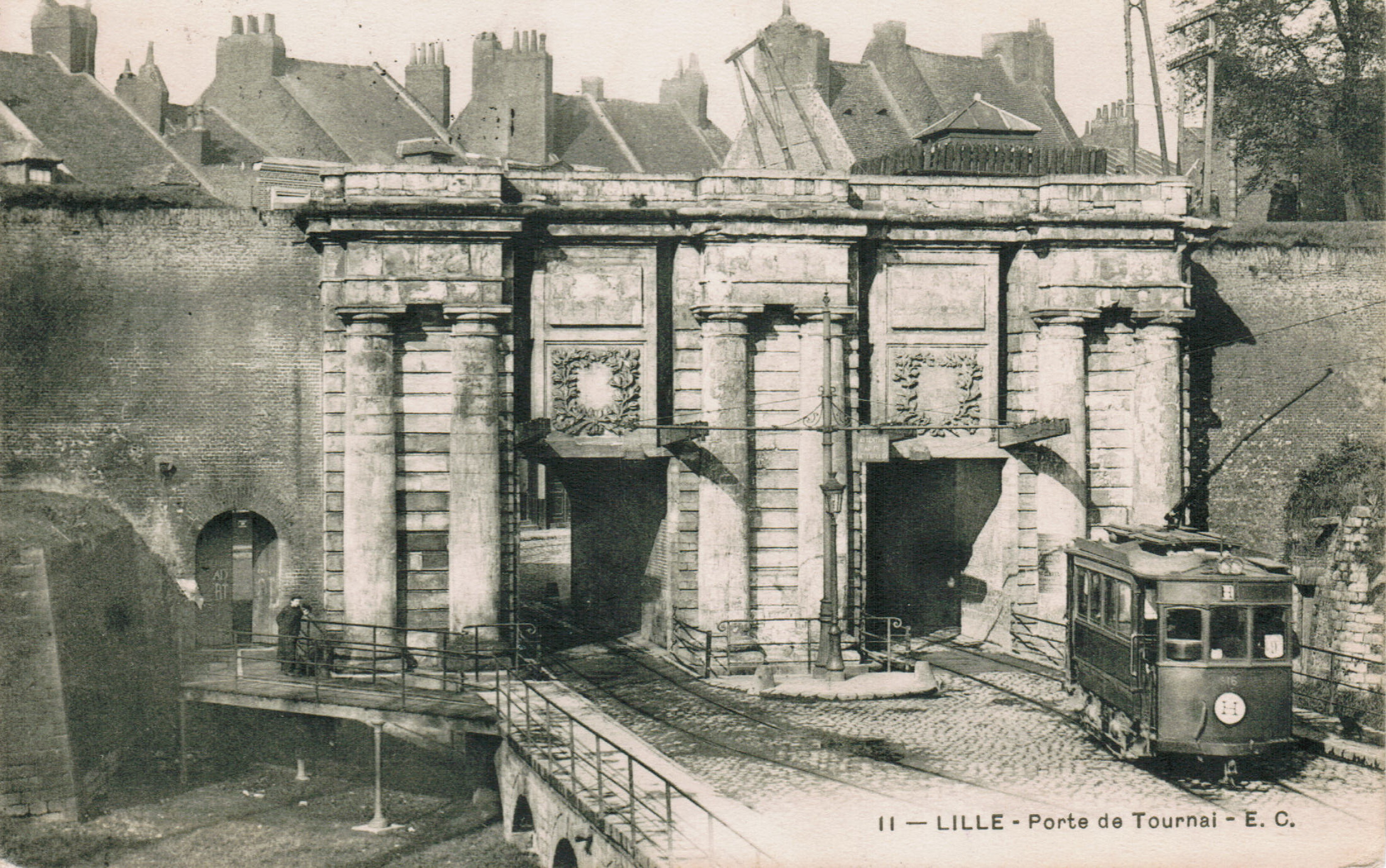
Porte de Tournai vers 1900

## La porte de Tournai actuellement
Au carrefour des rues de Tournai, Gustave Delory, du Président-Kennedy, créations des années 1960 à travers le quartier rénové Saint-Sauveur et Javary sur le tracé de l’ancienne route de Fives, l’emplacement des anciennes portes de Tournai et de Fives est une partie de la rue Paul Duez. L’ancienne courte rue du Frénelet qui longeait le rempart entre les portes de Fives et de Tournai fut élargie. Cette partie qui relie la rue de Tournai au boulevard Emile Dubuisson longe la Cité administrative et fut prolongée vers 1930 jusqu’à la rue Georges Lefèvre.
La rue Paul-Duez comprend une partie plus étroite (environ 8 mètres) qui relie ce carrefour à la rue Georges Lefèvre à l'emplacement extérieur de l'ancien mur du rempart.
La poste fut le premier bâtiment construit le long de la rue Paul-Duez vers 1930 suivi par le bâtiment de la faculté de droit en 1949  (actuellement Université Lille II) et celui des Chèques postaux à la même époque.
La tour de la Cité administrative construite de 1951 à 1955 inaugurée en 1958 et agrandie de 1964 à 1965 domine l’ensemble 
En face de la Cité administrative l’Hôtel du Département fut construit en 1988 
et la tour de la Direction des Finances publiques à proximité en 1973 
La porte de Tournai qui ne laisse pas de place aux commerces est un lieu de passage cependant très proche du centre.

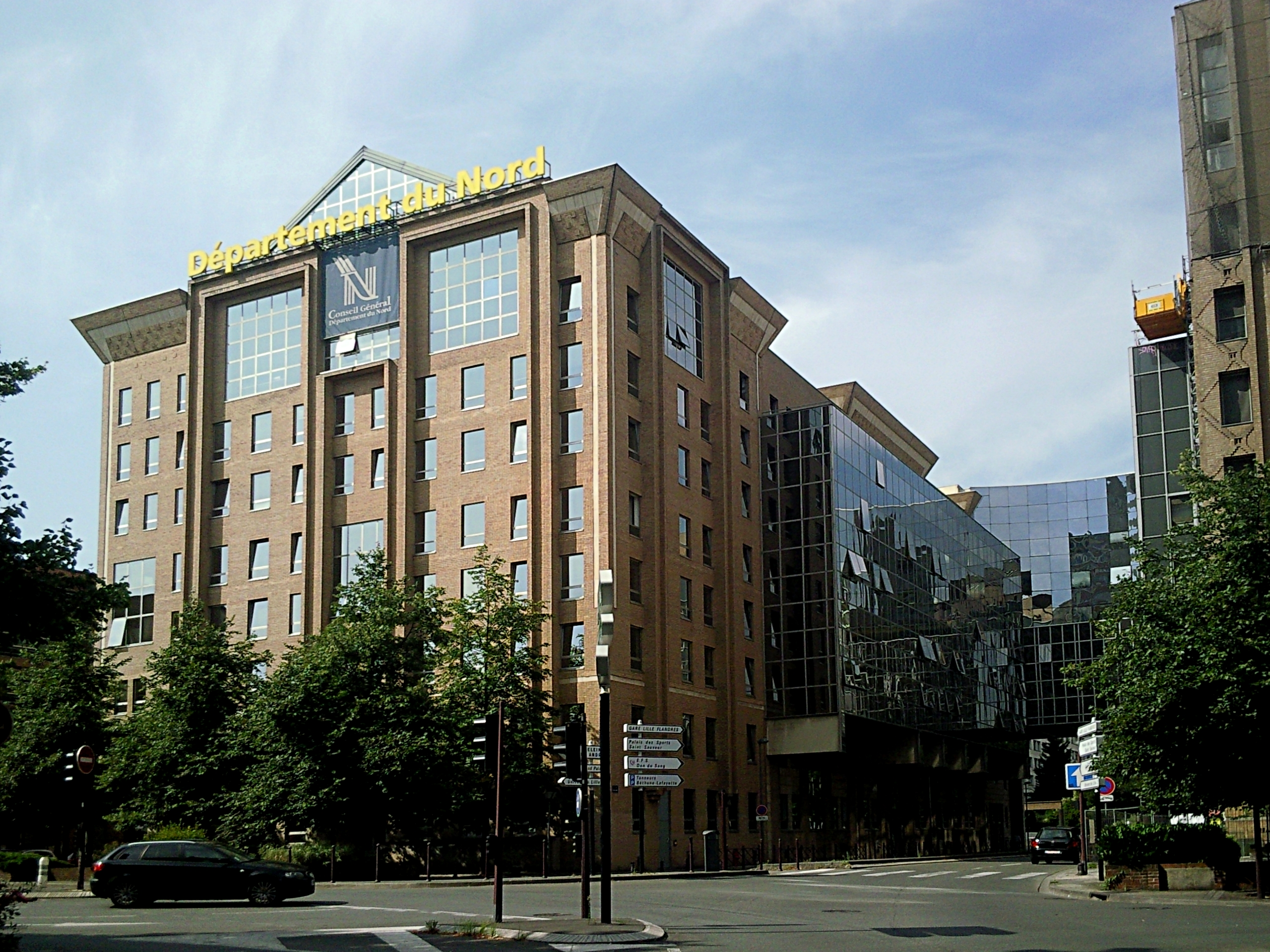
Hôtel du département. En face la rue Gustave Delory
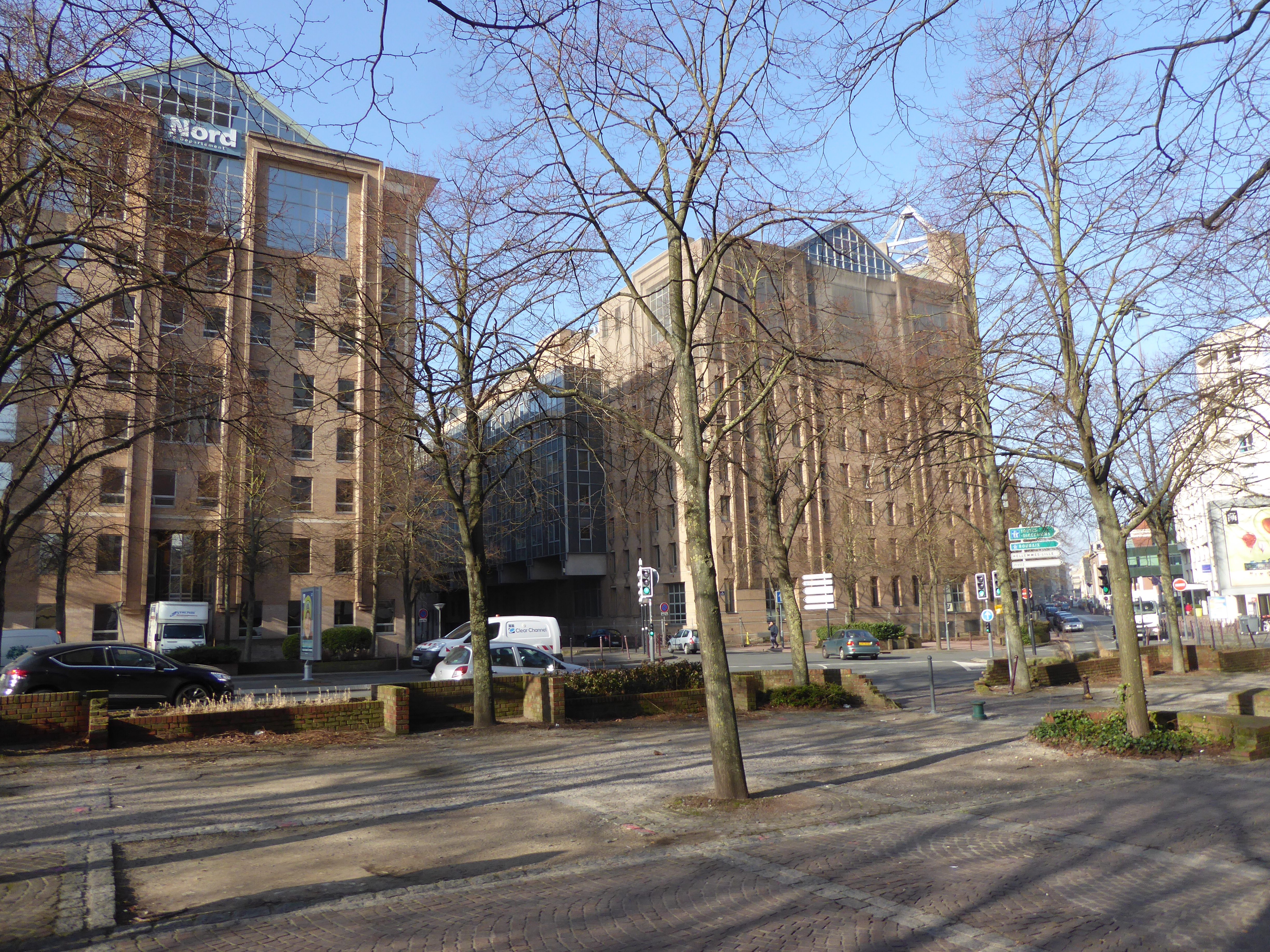
Porte de Tournai vers la rue de Tournai à droite